# 管元善
管元善（？—？），字凌雲，江蘇人，清朝官員。

## 生平
管元善於1894年（光緒20年）接替陳文騄，于大清福建臺灣省擔任台北府知府。台北府知府為光緒期間之重要地方官員，轄宜蘭縣、基隆廳、淡水縣、新竹縣，為駐守於台北城的地方父母官。1895年，福建台灣省遭清朝割讓於日本，他則奉旨內渡回中國大陸。他亦為清朝時期該職的末任知府。